# BKK Axel Springer
Die BKK Axel Springer war die Betriebskrankenkasse für die Axel Springer AG.

## Geschichte
Die BKK Axel Springer gehörte zu den betriebsbezogenen Betriebskrankenkassen. Sie war nur für Mitarbeiter und Familienangehörige der Axel Springer AG sowie den Tochterunternehmen geöffnet. Die Krankenkasse wurde 1955 gegründet und hatte ihren Hauptsitz in Hamburg.
Zum 1. Januar 2012 schloss sie sich der DAK-Gesundheit an.